# Kravica (rzeka)
Kravica – rzeka w Bośni i Hercegowinie.
Wypływa na północ od Srebrenicy. Wpływa do Jadaru, dopływu Drinjačy.